# Cavanillesia platanifolia
Cavanillesia platanifolia, el mocundo de Cartagena, bongo, petrino,macondo, cuipo, hameli, hamelí o pijio, es una especie arbórea de la familia de Malvacea, subfamilia bombacoideas, antes clasificada dentro de la familia Bombacaceae. Se encuentra en Colombia, Costa Rica, Nicaragua, Panamá, Ecuador y Perú (Tumbes). En Ecuador esta especie es conocida como Pretino, o Petrino, y se encuentra en los bosques secos en la Provincia de Loja, un buen ejemplar de esta especie se encuentra el Bosque petrificado de Puyango. Su principal amenaza es la pérdida de hábitat.

## Propiedades
Según la escala de Janka es una de las maderas más blandas que existen con un valor de 22 unidades frente a las 5.060 del  roble-Toro (Australian Buloke = Allocasuarina luchmannii). O sea es 23 veces más blanda.
Con su madera se elaboran canoas, artesas, usadas estas últimas para guardar granos, harinas y para lavar. La semilla central del fruto se come tostada. En árboles jóvenes la fibra de su corteza se utiliza como jagua o amarre. En el Darién panameño, la madera descompuesta del árbol se utiliza como abono de jardín; de otro lado, ramas y corteza de árboles muertos, se utiliza para alimentar cerdos.

## Sinonimia
- Pourretia platanifolia Bonpl.